# Хётенслебен
Хётенслебен (нем. Hötensleben) — община в Германии, в земле Саксония-Анхальт. 
Входит в состав района Бёрде. Подчиняется управлению Обере Аллер.  Население составляет 3811 человек (на 31 декабря 2010 года). Занимает площадь 36,09 км².